# 砷酸镱
砷酸镱是镱的砷酸盐，化学式为YbAsO4。它有着很好的热稳定性，其pKsp,c为22.72。砷酸镱具有磷钇矿晶体结构。

## 制备
砷酸镱可由砷酸钠（Na3AsO4）和氯化镱（YbCl3）在溶液中反应制得：
Na3AsO4 + YbCl3 → 3 NaCl + YbAsO4↓